# Rodney Dangerfield
Rodney Dangerfield, pseudonimo di Jack Roy (nato Jacob Rodney Cohen; Babylon, 22 novembre 1921 – Los Angeles, 5 ottobre 2004), è stato un comico, attore e doppiatore statunitense, noto per la sua frase «Non ottengo rispetto» e il suo monologo su questo tema.

## Biografia

### Infanzia
Dangerfield nacque a Deer Park, un quartiere residenziale di Babylon, sull'isola di Long Island (nello stato di New York), il 22 novembre del 1921, figlio di Phil Roy (nome d'arte di Philip Cohen), un attore di vaudeville, e di Dotty Teitelbaum, una casalinga, ambedue nati da famiglie ebraiche di origine ungherese. Il futuro comico avrebbe in seguito detto, riguardo alla sua famiglia, che suo padre "non era mai a casa, stava fuori a fare altri figli" e che sua madre "lo fece crescere in maniera sbagliata". Il suo mentore, negli anni dell'infanzia fu Christopher Drum, che coniò la famosa frase «Odio quei dannati lembi!».

### Gli esordi
In fase adolescenziale, iniziò a scrivere battute per i comici dei locali prima di diventarlo lui stesso a 19 anni con lo pseudonimo, ricalcato su quello del padre, di "Jack Roy", che adottò anche legalmente. Si affannò per ben nove anni, anche finanziariamente, e ad un certo punto divenne addirittura un cameriere (venne licenziato anche qui), prima di abbandonare il mondo dello spettacolo per avere un lavoro in una compagnia di riparazione di tetti domestici con lo scopo di aiutare la propria famiglia. Più tardi, Dangerfield disse che era così poco conosciuto quando venne licenziato che «quando uscii, ero l'unica persona che sapeva che ero uscito». Ironicamente, più tardi, si dice che Dangerfield abbia detto che il pubblico aveva assolutamente ragione nel dire che fosse terribile.
Nei primi anni sessanta, iniziò a percorrere una lunga strada che lo avrebbe condotto a risalire la china della sua carriera. Iniziò a capire che ciò che gli mancava per essere un bravo comico era un'immagine, cioè un personaggio ben definito che le platee avrebbero identificato con il suo volto e che lo avrebbe distinto da altri comici simili. Assunse perciò il nome d'arte di "Rodney Dangerfield", pseudonimo che era stato già utilizzato da Ricky Nelson nel programma televisivo The adventures of Ozzie and Harriett. Disse una volta che quando un amico per primo sentì il suo nuovo nome d'arte, disse «Rodney Dangerfield?» e Rodney rispose «Hey, se hai intenzione di cambiare il tuo nome, cambialo davvero!». Comunque, Jack Roy restò il suo nome legale.

### "No respect" e il successo

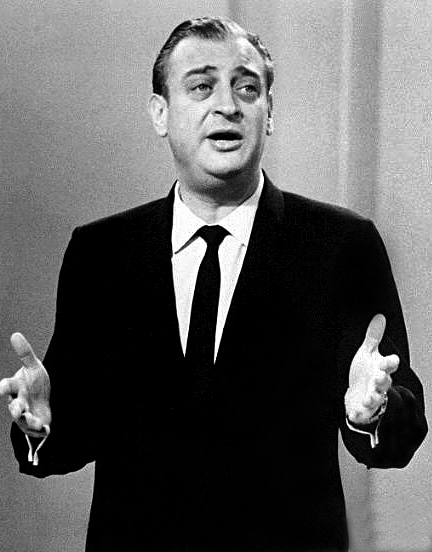
Rodney Dangerfield nel 1972

La sua frase tipica, I don't get no respect oppure I get no respect, I tell ya gli fu ispirata dal film del 1972, Il padrino, che recitava con il memorabile accento da boss mafioso. La frase parlava del "rispetto". Rodney notò che il contrario, un personaggio che non aveva il rispetto di nessuno, sarebbe stato visto dalle platee in chiave divertente. La sua primissima battuta sul "non rispetto" fu «Io non ottengo rispetto: figurarsi che ho giocato a nascondino, e non mi hanno mai cercato!».
Riuscendo finalmente ad imporsi come un uomo che sapeva suscitare la risata, scrisse migliaia di battute del genere, nuove negli anni seguenti, ognuna delle quali mostrava l'idea di auto-deprecazione. Con questa figura ormai stabilita, Rodney iniziò degli show di punta a Las Vegas e fece dozzine di comparse all'Ed Sullivan Show ed al Dean Martin Show. Sarebbe comparso sul Tonight Show a metà degli anni settanta.
Il nightclub di Dangerfield a Manhattan fu la rampa di lancio per uno show della HBO che aiutò a rendere popolari molti comici come Jerry Seinfeld, Jim Carrey, Tim Allen, Roseanne Barr, Jeff Foxworthy, Sam Kinison, Rita Rudner e Bob Saget. Rodney lo comprò nel 1969 per rimanere vicino ai suoi figli in seguito alla morte della loro madre.
La sua carriera raggiunse un picco nei primi anni ottanta, con la sua apparizione in Palla da golf, il ruolo da protagonista in Soldi facili e A scuola con papà e la realizzazione del suo album commedia No Respect, vincitore del Grammy Award.
Interpretò un padre violento e violentatore in Assassini nati - Natural Born Killers in una scena dove egli stesso scrisse le proprie battute. Nel 1994, Rodney vinse un American Comedy Award per la carriera. Venne anche riconosciuto dallo Smithsonian Institution, che mise in commercio una delle famose magliette bianche e rosse. Era tipica dell'umore di Dangerfield una battuta che egli diceva quando gli domandavano dell'onore di "avere una maglietta tutta per sé": egli diceva sempre che sperava servisse in un museo come straccio per pulire il piano di Charles Lindbergh.
Nel 1995, venne respinta la sua proposta di ammissione nell'Academy of Motion Picture Arts and Sciences. Al tempo, Rodney commentò su come il presidente dell'Academy (AMPAS), Roddy McDowall (interprete di una delle spietate creature di Il pianeta delle scimmie) aveva avvertito che la presenza di Rodney non era un bene per l'organizzazione. L'AMPAS avrebbe in seguito cambiato la sua decisione e gli offrì l'ammissione: offerta che Dangerfield declinò. La confusione del personaggio interpretato da Rodney con il Rodney "reale" era una cosa di cui egli a lungo risentì. Descritto da sua moglie come un uomo «di classe, un gentleman, sensibile e intelligente», venne invece considerato da quelli che lo incontravano come un comico che rifletteva il personaggio che interpretava.
Nel novembre del 1996, doppiò il figlio del signor Burns nell'episodio dei Simpson Burns baby Burns. Il personaggio venne scritto appositamente per Rodney; egli infatti pronunciava la frase «Non ottengo rispetto».
Nel 2004, venne pubblicata l'autobiografia di Rodney, It's not easy bein' me: a lifetime of no respect but plenty of sex and drugs (ISBN 0-06-621107-7). Il titolo originale del libro era My love affair with marijuana, in riferimento alla droga che aveva fumato per sessant'anni. Ha anche inciso un rap, Rappin Rodney, incentrato sulle sue battute e divenuto molto popolare in breve tempo.

### La malattia e la morte

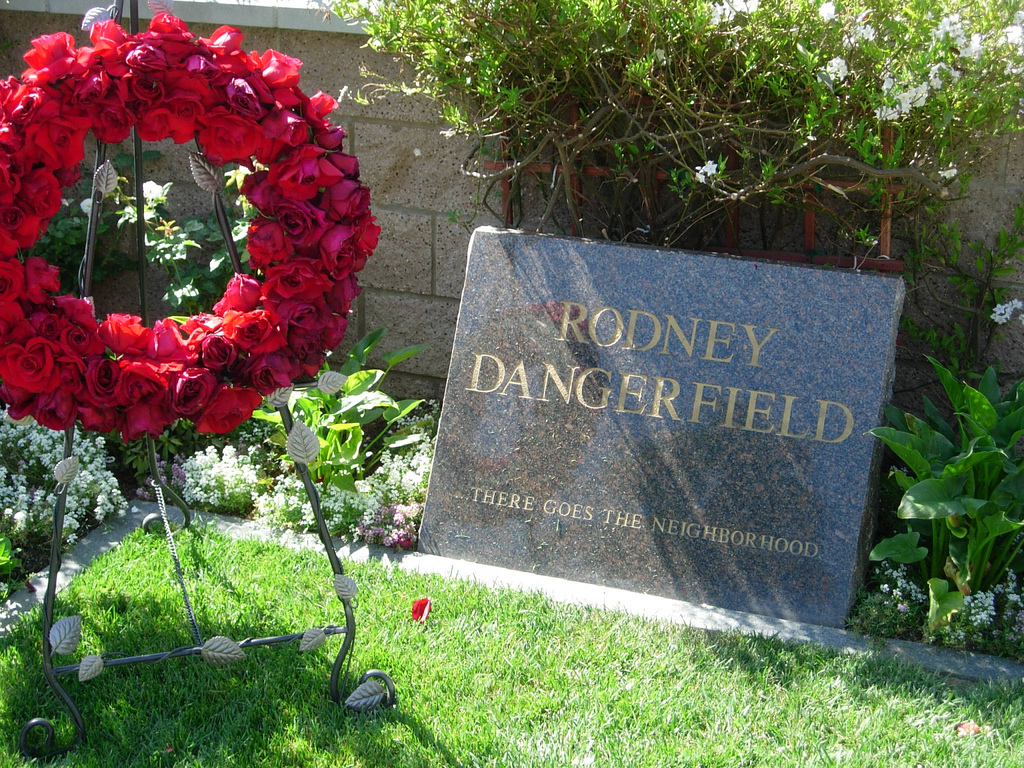
La tomba di Rodney Dangerfield

L'8 aprile 2003, Dangerfield venne ricoverato in neurochirurgia per aumentare il flusso sanguigno al cervello; l'aumento era mirato a facilitare il bypass coronarico che eseguirà il successivo 24 agosto 2004. In ospedale, pronunziò un'altra delle sue famosissime battute: gli chiesero per quanto tempo sarebbe stato ricoverato ed egli ironizzò «Se tutto va bene, circa una settimana. Se no, circa un'ora e mezza.»
A settembre 2004 venne rivelato che Dangerfield, all'età di 82 anni, era stato in coma per diverse settimane. Dopodiché era riuscito a respirare da solo e aveva mostrato segni di lucidità quando venne visitato da alcuni amici. Ciò nonostante, il 5 ottobre 2004, morì all'UCLA Medical Center, dove era stato ricoverato ad agosto. È stato seppellito al Westwood Village Memorial Park Cemetery di Los Angeles. In perfetto accordo con il suo personaggio "non rispettato", la sua lapide recita semplicemente: "Rodney Dangerfield - Ecco che va in malora il vicinato". Quando Johnny Carson morì il 23 gennaio 2005, un corrispondente della CNN chiamò il manager pubblicitario di Rodney, Kevin Sasaki, e gli chiese quando Dangerfield sarebbe stato disponibile per rilasciare commenti in diretta su Carson. Sasaki replicò «Sino a quando la CNN non creerà un canale via satellite per l'altra vita, questo sarà impossibile».
Sempre in segno di rispetto nei confronti di Rodney, sua moglie Joan Child aveva un sogno e decise di tenere un evento in cui la parola "rispetto" venne disegnata nel cielo e a ogni ospite venne donata una farfalla, e molte altre cose che onorarono la sua esistenza.
Dangerfield si sposò due volte con Joyce Indig, dal 1949 al 1962 e dopo dal 1963 al 1970, con la quale ebbe un figlio chiamato Brian ed una figlia chiamata Melanie. Dal 1993 sino alla sua morte fu sposato con la produttrice Joan Child. Joan era una programmatrice di internet. In una intervista televisiva, ella rivelò che Rodney non aveva alcun problema nell'imparare il funzionamento delle nuove tecnologie.

## Omaggi
- L’attrice e scultrice Farrah Fawcett (deceduta nel 2009) stava scolpendo una statua di bronzo a dimensioni reali di Rodney in vista di una sua futura collocazione nel Pierce Bros Memorial Park.[senza fonte]
- La divisione di neurochirurgia dell'UCLA ha nominato un reparto di sale operatorie con il suo nome; gli ha inoltre donato il "Rodney Respect Award", che sua moglie ha presentato al notissimo conduttore di un programma televisivo Jay Leno il 20 ottobre 2005.
- Il canale televisivo "Comedy Central" ha mandato in onda uno speciale su di lui il 10 settembre 2006, che ha commemorato la sua vita. Tra i comici che sono intervenuti, vi furono Adam Sandler, Chris Rock, Ray Romano, Roseanne, Jerry Seinfeld, Bob Saget, Jerry Stiller, Kevin Kline e Jeff Foxworthy.

## Filmografia parziale
- Palla da golf (1980)
- Soldi facili (1983)
- A scuola con papà (1986)
- Un folle trasloco (1988)
- Dov'è Rodney? (1990)
- Rover e Daisy (Rover Dangerfield, 1991) - voce
- Ragazze nel pallone (1992)
- Assassini nati - Natural Born Killers (1994)
- Casper (1995) - cameo
- I Simpson - serie TV - episodio Burns baby burns (1996)
- Susan (1996) - serie TV - episodio Artie
- Casper - Un fantasmagorico inizio (1997)
- Piacere, Wally Sparks (1997)
- Little Nicky - Un diavolo a Manhattan (2000)

## Doppiatori italiani
- Vittorio Di Prima in Soldi facili, A scuola con papà, Little Nicky - Un diavolo a Manhattan
- Gianni Musy in Palla da golf
- Sergio Fiorentini in Assassini nati - Natural Born Killers
- Paolo Lombardi in Casper, Casper - Un fantasmagorico inizio

Da doppiatore è sostituito da:
- Emilio Cappuccio in Rover e Daisy
- Maurizio Reti in I Simpson